# Abdusalam Gadisov
Abdusalam Gadisov (né le 26 mars 1989 à Makhatchkala en Union soviétique) est un lutteur libre russe.

## Palmarès

### Championnats du monde
- Médaille d'or en catégorie des moins de 97 kg en 2014
- Médaille d'or en catégorie des moins de 97 kg en 2015

### Championnats d'Europe
- Médaille d'or en catégorie des moins de 96 kg en 2014
- Médaille d'or en catégorie des moins de 96 kg en 2012

### Jeux européens
- Médaille de bronze en catégorie des moins de 97 kg en 2015

### Universiade
- Médaille d'or en catégorie des moins de 96 kg en 2013